# Estação de Ivrea
A Estação de Ivrea (em italiano:  Stazione di Ivrea) é uma estação localizada em Ivrea na Itália.

## História e localização
A estação entrou em funcionamento em 5 de novembro de 1858, com a abertura do trecho Caluso–Ivrea da linha em direção a Aosta. Inicialmente, a ferrovia terminava em Ivrea, tornando a estação originalmente uma estação terminal.

Vinte e sete anos depois, foi inaugurado o trecho Ivrea–Donnas e, em 5 de julho do ano seguinte, foi ativado o último trecho Donnas–Aosta.